# Chanteloup (Ille-et-Vilaine)
Chanteloup (bretonisch: Kantlou; Gallo: Chaunteló) ist eine französische Gemeinde mit 1.881 Einwohnern (Stand: 1. Januar 2022) im Département Ille-et-Vilaine in der Region Bretagne. Sie gehört zum Arrondissement Redon und zum Kanton Bain-de-Bretagne. Die Einwohner werden Chanteloupiens genannt.

## Geografie
Chanteloup liegt etwa 16 Kilometer südsüdöstlich von Rennes. Umgeben wird Chanteloup von den Nachbargemeinden Bourgbarré im Norden, Corps-Nuds im Nordosten, Brie im Osten, Saulnières im Südosten, Le Petit-Fougeray im Süden, Crevin im Südwesten, Laillé im Westen sowie Orgères im Nordwesten.

## Bevölkerung
| Jahr                       | 1962 | 1968 | 1975 | 1982 | 1990 | 1999 | 2006 | 2013 | 2020 |
| Einwohner                  | 760  | 772  | 823  | 939  | 943  | 1109 | 1438 | 1788 | 1847 |
| Quellen: Cassini und INSEE |      |      |      |      |      |      |      |      |      |

## Sehenswürdigkeiten
- Kirche Saint-Martin aus dem 11. Jahrhundert mit Umbauten aus dem 17. und 18. Jahrhundert
- Schloss Le Riffray
- Wasserturm

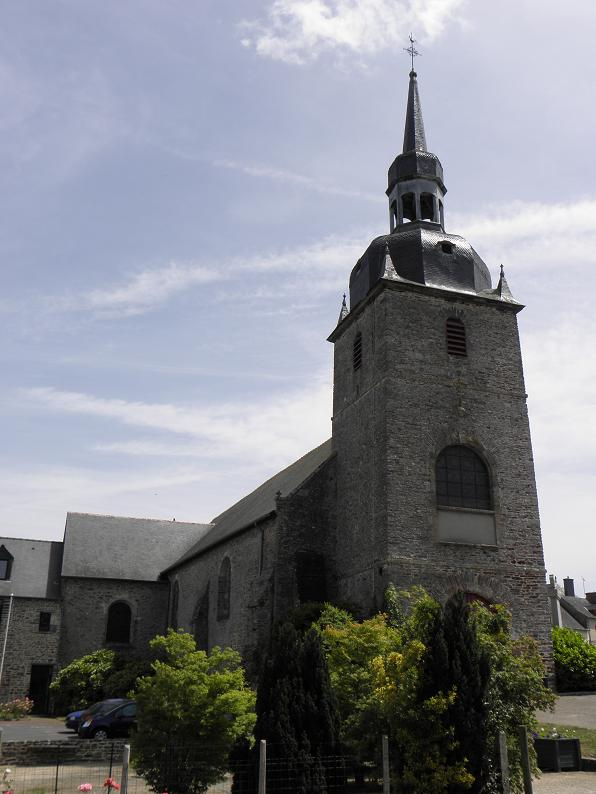
Kirche Saint-Martin
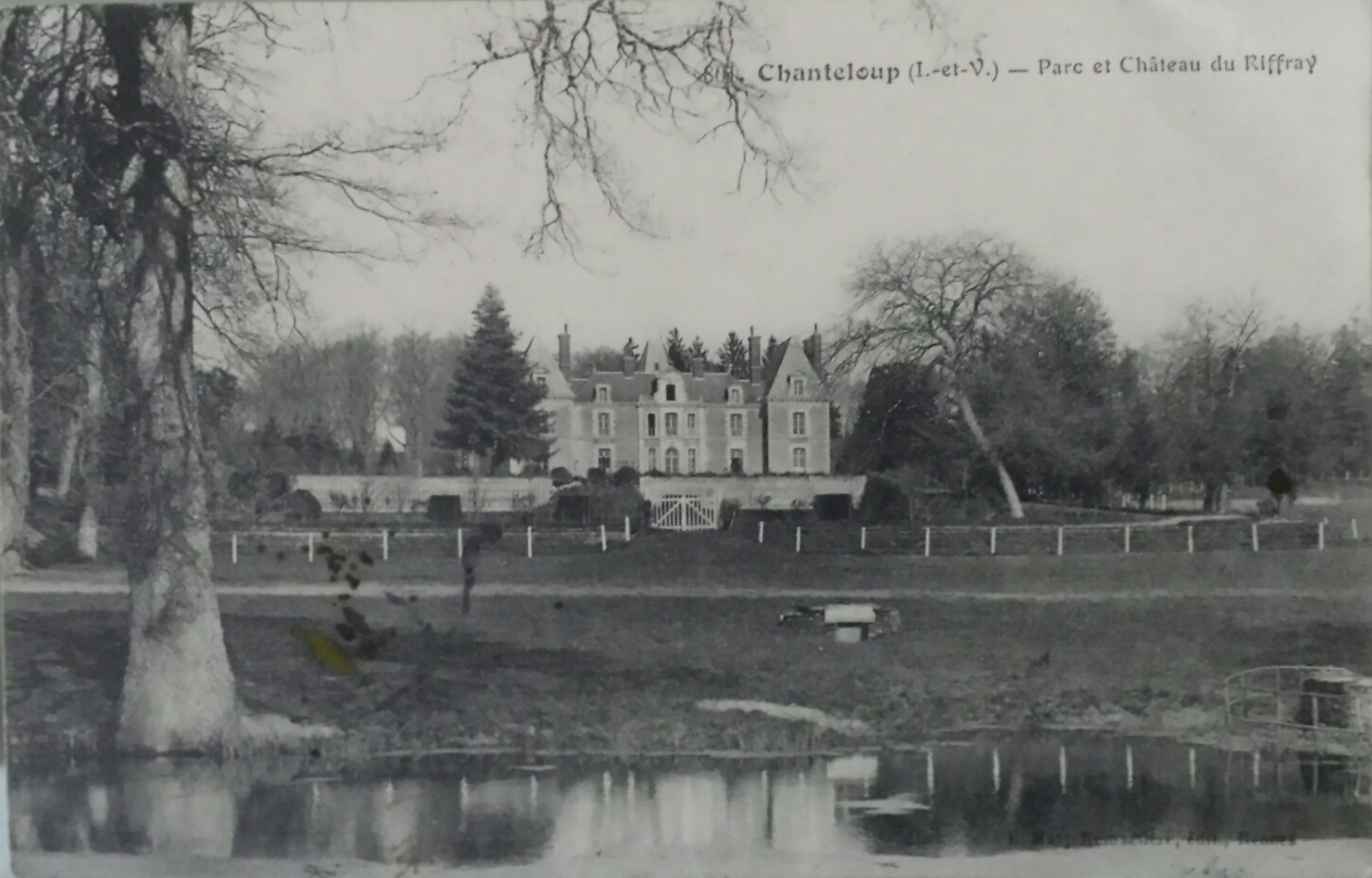
Schloss Le Riffay auf einer alten Postkarte
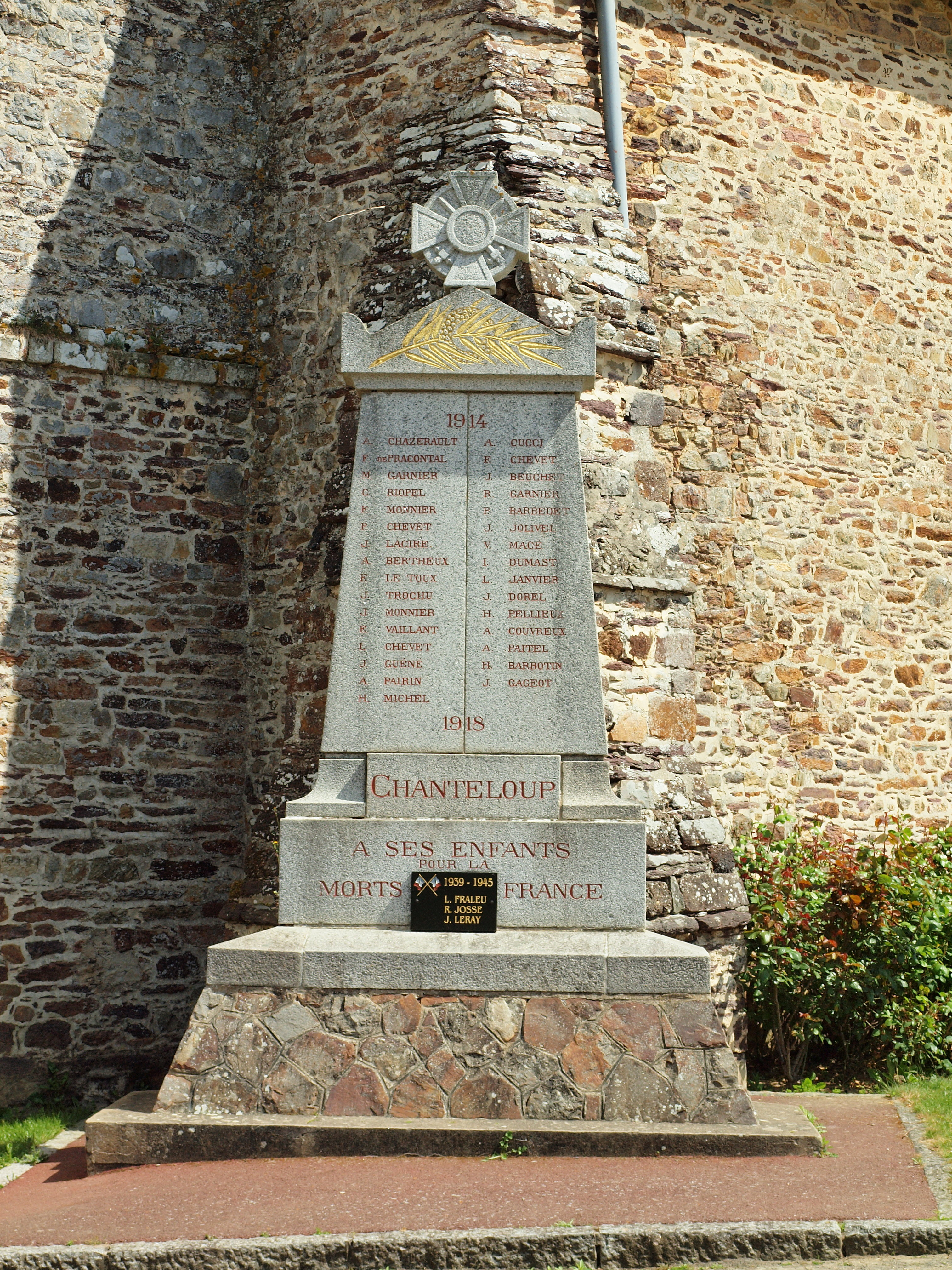
Gefallenendenkmal